# Driebes
Driebes es un municipio y localidad española de la provincia de Guadalajara, en la comunidad autónoma de Castilla-La Mancha. El término tiene una población de 342 habitantes (INE 2024).

## Toponimia
Se utilizan indistintamente dos ortografías: Driebes o Drieves.
Se barajan distintas explicaciones sobre el origen. La opción más aceptada[cita requerida] es que esté relacionada con la procedencia de pobladores de la Puebla de Trives (un concejo en Orense). 
El comienzo 'Dri (e)' parece evocar la raíz indoeuropea para el número 3, en su versión/asimilación germánica (Cf. Drei en alemán). Por ejemplo, la presencia de tres montes se podría reflejar como Drei-Berg-s. 
Otro paralelismo lingüístico se podría aventurar por comparación a la ciudad alemana Tréveris (latín: Augusta Treverorum). 

## Demografía
Driebes cuenta con una población de 342 habitantes (INE 2024).
| Gráfica de evolución demográfica de Driebes entre 1842 y 2021                                                       |
| |
| Población de derecho según los censos de población del INE Población de hecho según los censos de población del INE |

## Administración
| Periodo   | Nombre                   | Partido |
| --------- | ------------------------ | ------- |
| 1991-1995 | Pepe Padrino             | PSOE    |
| 1995-1999 | Pepe Padrino             | PSOE    |
| 1999-2003 | Julián Llamas            | PP      |
| 2003-2007 | Julián Llamas            | PP      |
| 2007-2011 | María Isabel Bachiller   | PP      |
| 2011-2015 | Pedro Rincón Arce        | PSOE    |
| 2015-2019 | Pedro Rincón Arce        | PSOE    |
| 2019-2023 | Javier Bachiller Higuera | PSOE    |
| 2023-act. | Alfonso Fernández Arenas | PSOE    |

### Evolución de la deuda viva
El concepto de deuda viva contempla solo las deudas con cajas y bancos relativas a créditos financieros, valores de renta fija y préstamos o créditos transferidos a terceros, excluyéndose, por tanto, la deuda comercial.
| Gráfica de evolución de la deuda viva del ayuntamiento entre 2008 y 2014                             |
| |
| Deuda viva del ayuntamiento en miles de Euros según datos del Ministerio de Hacienda y Ad. Públicas. |

La deuda viva municipal por habitante en 2014 ascendía a 0 €.

## Patrimonio

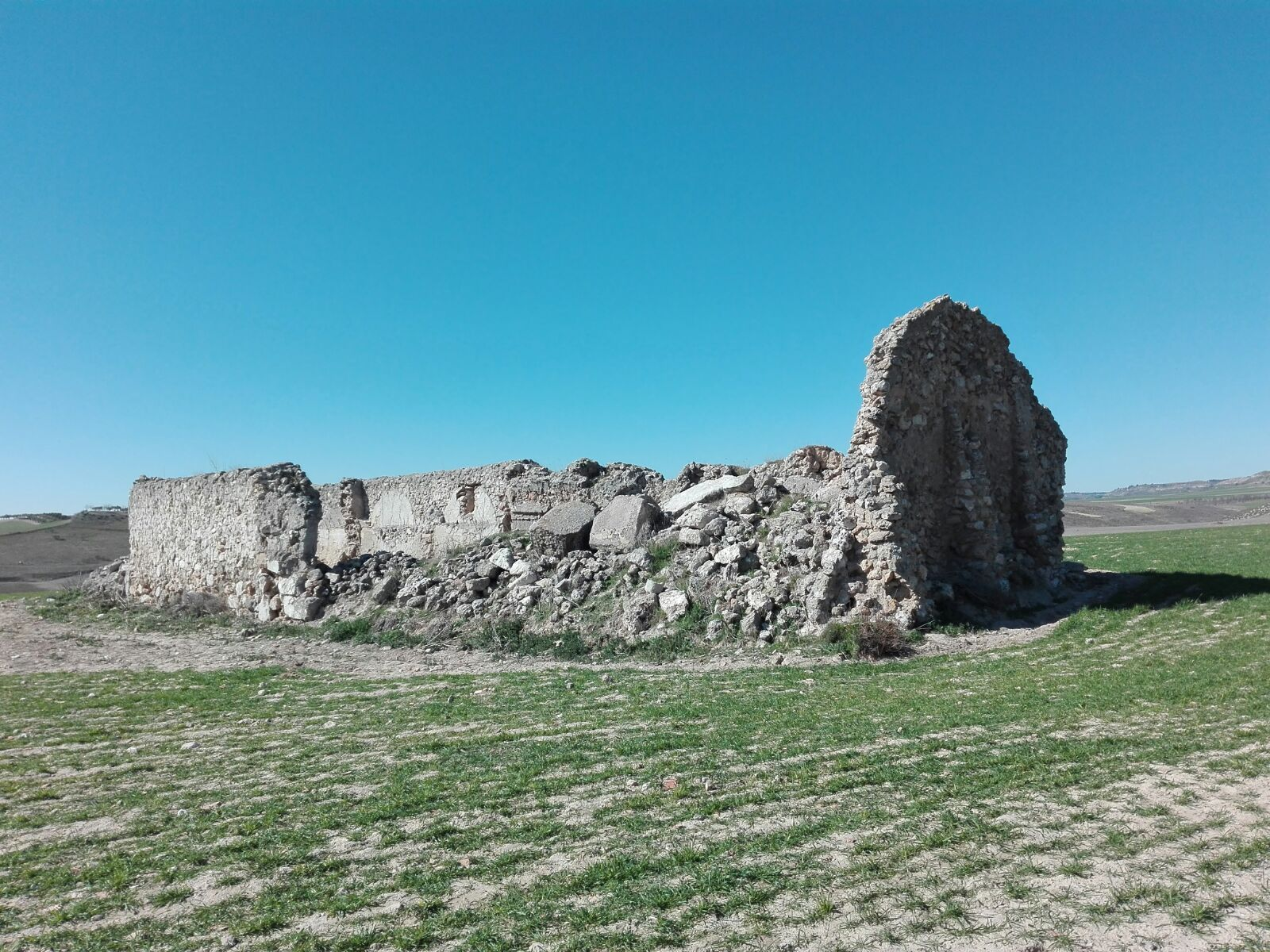
Bajo de las ruinas de la ermita de la Virgen de la Muela se encuentran los vestigios de la que pudiera ser Caraca

En 1945, en el transcurso de las obras del canal de Estremera, fue hallado en el cerro de la Virgen de la Muela, en el sur del término municipal, el tesoro de Driebes, 13,8 kg de piezas de orfebrería del siglo III a. C. que hoy se expone en el Museo Arqueológico Nacional.
En 2016, un equipo de arqueólogos, dirigido por Emilio Gamo Pazos y Javier Fernández Ortea, desarrolló una prospección arqueológica intensiva y geotécnica allí, descubriendo mediante el georradar un asentamiento que, siguiendo los estudios de Jorge Sánchez-Lafuente Pérez en 1981, se trataría de Caraca.
Algunos estudios localizan en las inmediaciones de la población la batalla del Tajo entre Aníbal y los carpetanos en el contexto previo a la segunda guerra púnica entre Cartago y el Imperio romano.